# 5월 15일
5월 15일은 그레고리력으로 135번째(윤년일 경우 136번째) 날에 해당한다.

## 사건
- 221년 - 유비가 한나라의 계승국이라 자칭한 촉한을 건립, 스스로 황제임을 선언하다.
- 1618년 - 독일의 천문학자 요하네스 케플러가 행성의 운동에 관한 세 가지의 물리학 법칙을 발표하다.
- 1855년 - 프랑스 파리에서 만국 박람회가 최초로 개최되었다.
- 1882년 - 조선, 독일과 수교하다. 조독수호조규.
- 1956년 - 대한민국 제3대 대통령에 이승만, 제4대 부통령에 장면이 서울특별시 중앙청 광장에서 각각 취임식을 하고, 공식 임기에 들어가다.
- 1957년 - 영국이 키리바스 공화국 키리티마티섬에서 수소폭탄 실험을 하다.
- 1971년 - 대한민국, 제2차 세계대전 때 징용돼 북마리아나 제도의 티니언섬에서 죽은 유해 5천여 구가 32년 만에 대한민국으로 돌아와 안장되다.
- 1972년 - 류큐 열도 전역이 다시 일본 영토로 편입.
- 1980년 - 대한민국, 전국 60여 개 대학의 대학생 수십만 명이 계엄 철폐를 요구하며 가두시위하다.(→5·18 광주 민주화 운동)
- 1988년 - 8년 간의 전쟁 끝에 소련이 아프가니스탄에서 후퇴하다.
- 1997년 - 채널 터널이 완전히 복구되다.
- 2000년 - 대한민국 경상남도 산청군에서 지리산 외공양민학살사건 진상규명추진위원회가 전쟁기에 대한민국 국군이 학살한 유해 200구 발굴하다.
- 2007년 - 대한민국 선원들이 타고 있던 배인 ‘마부노호’가 소말리아 해적들에게 피랍되는 사건이 발생했다.
- 2014년 - 방글라데시 수도 다카에서 남쪽으로 50km 떨어진 메그나 강에서 250여 명을 태운 여객선이 침몰하다.

## 문화
- 1905년 - 미국 네바다주에 라스베이거스가 세워지다.
- 1928년 - 미키 마우스와 미니 마우스가 처음으로 등장한 <Plane Crazy>가 상영되다.
- 1982년 - 대한민국, 제1회 스승의 날.
- 1988년 - 대한민국 최초 순한글 가로쓰기 신문 한겨레신문 창간.
- 1993년 - 일본의 최상위 프로 축구 리그 J리그가 출범하다.
- 2002년 - 대한민국, TBN 전주교통방송 개국.
- 2005년 - 명왕성의 위성 닉스와 히드라를 허블우주망원경으로 발견함.
- 2012년 - 블리자드 엔터테인먼트의 디아블로 3 전 세계 출시.

## 탄생
- 1337년 - 고려의 제29대 국왕 충목왕. (1348년)
- 1397년 - 조선의 제4대 임금 세종. (~1450년)
- 1567년 - 이탈리아의 작곡가 클라우디오 몬테베르디. (~1643년)
- 1633년 - 프랑스의 유명한 공병장교, 건축가 세바스티앙 르 프레스트르 드 보방. (~1707년)
- 1667년 - 조선 숙종의 계비 인현왕후.
- 1773년 - 오스트리아의 정치가 클레멘스 폰 메테르니히 후작. (~1859년)
- 1845년 - 러시아의 생물학자, 세균학자 엘리 메치니코프. (~1916년)
- 1855년 - 조선 말기의 의사, 학자 지석영. (~1935년)
- 1859년 - 프랑스의 물리학자, 노벨상 수상자 피에르 퀴리. (~1906년)
- 1884년 - 일본제국 육군의 군인 오카무라 야스지. (~1966년)
- 1901년 - 아르헨티나의 축구 선수 루이스 몬티. (~1983년)
- 1905년 - 러시아 태생 미국의 의류제작자 에이브러햄 저프루더. (~1970년)
- 1909년 - 잉글랜드의 배우 제임스 메이슨. (~1984년)
- 1915년
  - 일제강점기의 소설가 겸 극작가 김성민. (~1969년)
  - 미국의 경제학자, 폴 새뮤얼슨. (~2009년)
- 1922년 - 대한민국의 정치인 이철승. (~2016년)
- 1923년 - 대한민국의 군인, 정치인 박창암. (~2003년)
- 1926년
  - 영국의 극작가 피터 섀퍼. (~2016년)
  - 독일의 극작가 리하르트 하이. (~2004년)
- 1928년 - 미국의 가수, 작곡가 월리 골드. (~1998년)
- 1932년 - 미국의 정치가, 뉴어크의 첫 흑인 시장 케네스 A. 깁슨. (~2019년)
- 1936년 - 대한민국의 기업인, 광역의원 이기웅.
- 1937년 - 미국의 정치인 매들린 올브라이트. (~2022년)
- 1944년 - 독일의 사회학자 울리히 베크. (~2015년)
- 1945년 - 대한민국의 영화 감독 이장호.
- 1947년 - 대한민국의 전직 부산광역시의원 이영.
- 1949년 - 대한민국의 배우 이성호.
- 1950년 - 미국의 배우 니컬러스 해먼드.
- 1953년 - 헝가리의 펜싱 선수 콜초너이 에르뇌. (~2009년)
- 1955년 - 대한민국의 경찰공무원 조현오.
- 1960년
  - 대한민국의 경상북도 포항시의원 이해수.
  - 일본의 음악가 이노우에 슌지.
- 1962년 - 일본의 전 야구 선수, 현 야구 코치 모토니시 아쓰히로.
- 1965년 - 브라질의 전 축구 선수 하이.
- 1967년 - 인도의 배우 마두리 딕시트.
- 1968년 - 대한민국의 성우 안종덕.
- 1969년 - 대한민국의 현 야구 코치, 전 야구 선수 장원진.
- 1970년 - 네덜란드의 축구 선수 프랑크 더 부르, 로날트 더 부르.
- 1971년 - 대한민국의 배우 이연선.
- 1972년 - 일본의 만화가 다케이 히로유키.
- 1973년 - 대한민국의 시나리오 작가 김창원.
- 1974년 - 대한민국의 전 레슬링 선수 김진수.
- 1975년
  - 대한민국의 배우 김영아.
  - 대한민국의 아나운서 함윤호.
  - 뉴질랜드의 축구 선수 대니 헤이.
- 1976년 - 대한민국의 패션 디자이너 황재근.
- 1977년
  - 대한민국의 작가 심용환.
  - 튀르키예의 레슬링 선수 아이든 폴라츠.
- 1978년
  - 대한민국의 바둑 기사 백대현.
  - 대한민국의 전 야구 선수 박우호.
  - 대한민국의 아나운서 배성재.
  - 대한민국의 가수, 배우 최형석.
- 1979년 - 대한민국의 가수 금잔디.
- 1981년
  - 프랑스의 축구 선수 파트리스 에브라.
  - 대한민국의 스타크래프트 프로게이머 장진남, 장진수.
  - 미국의 배우 및 가수 제이미 린 시글러.
- 1982년 - 일본의 배우 후지와라 타츠야.
- 1983년 - 대한민국의 펜싱 선수 이신미.
- 1984년
  - 미국의 야구 선수 에버렛 티포드.
  - 대한민국의 축구 선수 이현진.
- 1985년
  - 캐나다의 야구 선수 짐 아두치.
  - 덴마크의 가수 쉬스 비에레.
  - 브라질의 축구 선수 크리스치아니 호제이라.
  - 대한민국의 성우 김율.
  - 미국의 배우 애슐린 예니.
- 1986년
  - 대한민국의 전 축구 선수 김정훈.
  - 미국의 전 야구 선수 브랜든 반즈. (한화 이글스)
- 1987년
  - 영국의 테니스 선수 앤디 머레이.
  - 대한민국의 인라인스케이트 선수 궉채이.
  - 대한민국의 배우 김보미.
  - 스웨덴의 축구 선수 린다 셈브란트.
  - 일본의 전 축구 선수 아즈마 히로시.
- 1988년 - 대한민국의 가수 차수빈.
- 1989년
  - 대한민국의 가수 써니 (소녀시대).
  - 대한민국의 희극인 임라라.
  - 대한민국의 농구 선수 김명진.
- 1990년
  - 대한민국의 가수 이종현 (씨엔블루).
  - 뉴질랜드의 모델 스텔라 맥스웰.
  - 잉글랜드의 배우 소피 쿡슨.
- 1991년
  - 대한민국의 전 가수 소율. (크레용팝)
  - 대한민국의 희극인 김정현.
  - 대한민국의 정치인 김민수.
  - 대한민국의 예술가, 공연연출가 황유택.
- 1992년
  - 대한민국의 전 스타크래프트 프로게이머 김대엽 (KT 롤스터).
  - 대한민국의 야구 선수 유창식 (한화 이글스).
- 1993년 - 대한민국의 연극 배우 양승호.
- 1994년 - 루마니아의 축구 선수 스텔리아노 필립.
- 1995년 - 대한민국의 발레무용가 최예림.
- 1996년 - 잉글랜드의 가수 버디.
- 1997년
  - 프랑스의 축구 선수 우스만 뎀벨레.
  - 독일의 태권도 선수 로레나 브란들.
- 1998년 - 대한민국의 오버워치 프로게이머 채준혁.
- 1999년
  - 대한민국의 야구 선수 김정우.
  - 대한민국의 영화배우 박소연.
- 2000년 - 대한민국의 가수 요시.
- 2001년 - 대한민국의 축구 선수 박진성.
- 2004년 - 미국의 테니스 선수 코코 고프.
- 2006년 - 대한민국의 가수 해린.
- 2008년 - 대한민국의 가수 김다빈.

### 미상
- 대한민국의 가수 사라.
- 대한민국의 가수, 음악인 그레씨.
- 대한민국의 학원강사 손연주.

## 사망
- 1174년 - 이슬람의 지도자 누르 앗딘. (1118년~)
- 1886년 - 미국의 시인 에밀리 디킨슨. (1830년~)
- 1956년 - 일본의 법학자 오다카 도모오. (1899년~)
- 1967년 - 미국의 화가 에드워드 호퍼. (1882년~)
- 1979년 - 대한민국의 소설가 오영수. (1909년~)
- 2007년 - 대한민국의 군인 김성은. (1924년~)
- 2008년 - 대한민국의 정치인 김선길. (1934년~)
- 2011년 - 케냐의 마라톤 선수 사무엘 완지루. (1986년~)
- 2016년 - 대한민국의 레이싱 모델 주다하. (1985년~)
- 2017년 - 대한민국의 군인, 기업인 겸 정치인 이인구. (1932년~)
- 2018년 - 트리니다드 토바고의 축구 선수 제이로이드 새뮤얼. (1981년~)
- 2019년 - 미국의 건축가 I. M. 페이. (1917년~)
- 2020년 - 미국의 영화배우 프레드 윌러드. (1939년~)
- 2021년 - 브라질의 영화배우 에바 비우마. (1933년~)
- 2022년
  - 대한민국의 정치인 고귀남. (1933년~)
  - 대한민국의 지질학자 정창희. (1920년~)
  - 대한민국의 법조인 윤일영. (1933년~)
  - 폴란드의 영화배우 예지 트렐라. (1942년~)
  - 독일의 영화배우 라이너 바제도. (1938년~)
- 2023년 - 미국의 경제학자 로버트 루카스 주니어. (1937년~)
- 2025년
  - 핀란드의 영화배우 타이나 엘그. (1930년~)
  - 대한민국의 정치인 이길영. (1941년~)

## 기념일
- 부처님 오신 날 - 2005년, 2024년, 2035년, 2054년
- 스승의 날: 대한민국, 멕시코
- 국제 가정의 날
- 피스 오피서 메모리얼 데이: 미국
- 아오이마쓰리: 교토부
- 독립기념일: 파라과이
- 나크바 데이: 팔레스타인 지역
- 육군의날: 슬로베니아

## 같이 보기
- 전날: 5월 14일 다음날: 5월 16일 - 전달: 4월 15일 다음달: 6월 15일
- 음력: 5월 15일
- 모두 보기